# Egweil
Egweil é um município da Alemanha, no distrito de Eichstätt, na região administrativa de Oberbayern, estado de Baviera.
A cidade de Egweil é membro do Verwaltungsgemeinschaft de Nassenfels.